# Johan Gustaf Renat

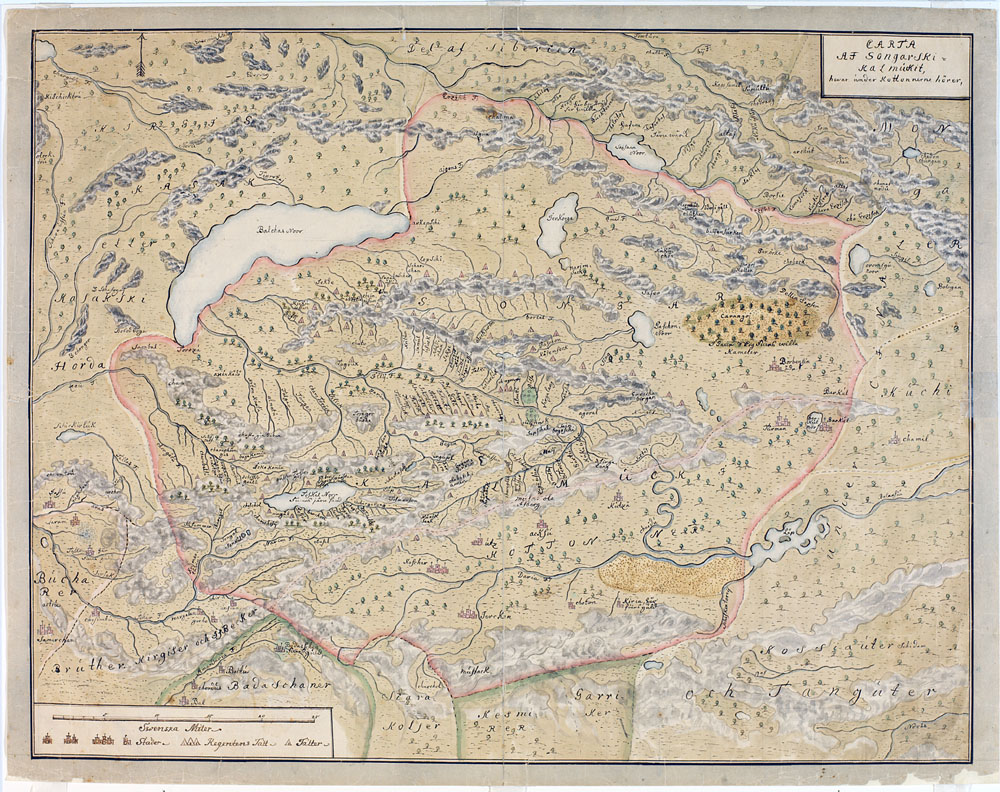
En av Renats kartor

Johan Gustaf Renat, även benämnd Johan Renath, född 1682 i Stockholm, död den 1 maj 1744 i Stockholm, var en svensk karolinsk officer och kartograf. Han är mest känd för att ha fört ett antal detaljerade kartor över Centralasien till Sverige.

## Biografi

### Tidiga år, rysk fångenskap
Renats föräldrar var av judisk härkomst, med fadern, Moses, bördig från Wien, men hade invandrat till Sverige via Nederländerna. Renats föräldrar konverterade till den lutherska läran och döptes i den kungliga familjens närvaro. Renat tjänstgjorde i Karl XII:s armé i kriget mot Ryssland som styckjunkare och hamnade efter slaget vid Poltava i rysk fångenskap.
I Ryssland var Renat den ryske tsaren behjälplig med att framställa kartor över Sibirien och 1711 sändes han till Tobolsk. 1716 deltog han och andra svenska krigsfångar i Ivan Buchholz' expedition för att undersöka guldfyndigheterna kring Jamysj-sjön i Östturkestan. Expeditionen överfölls dock av en dzungarisk här och Renat kom att tillbringa de följande sjutton åren i Dzungariet.

### Dzungarisk fångenskap och hemkomst till Sverige
Under sin tid som fånge hos dzungarerna (även kallade kalmucker) fick han bland annat uppdrag att organisera ett artilleriregemente och hjälpte de dzungariska khanerna Tsewang Rabtan och Galdan Tseren att gjuta kanoner som användes i krigen mot Qing-väldet i Centralasien. Renat upptäckte också att en svensk kvinna också var i dzungarisk fångenskap, Brigitta Scherzenfeldt från Bäckaskog i Skåne. Hon hade följt sin make ut i kriget och hamnat i fångenskap sedan denne stupat. Paret gifte sig, eller räknades i varje fall i fortsättningen som gifta. 
1734 återvände Renat till Sverige som en förmögen man tillsammans med sin Scherzenfeldt och fyra dzungariska slavinnor, som han senare döpte och anställde som tjänstefolk. Familjen köpte ett hus i Gamla Stan och stannade kvar i Stockholm. Birgitta avled 1736. 1739 befordrades Renat till kapten i artilleriet. Samma år gifte han om sig med sidenfabrikören Elisabet Fritz.

## Renats kartor
Renat medförde två unika kartor över Centralasien. Kartorna förblev okända tills kopior av kartorna återupptäcktes i Linköpings stiftsbibliotek 1879 av August Strindberg, som då arbetade som amanuens vid Kungliga biblioteket. Strindberg såg till att kartorna publicerades av det kejserliga geografiska sällskapet i Sankt Petersburg 1881. Originalkartorna upptäcktes ett tiotal år senare i Uppsala universitetsbibliotek, där de förvaras än idag.
Under Strindbergsfejden använde Strindberg kartorna för att visa att Nikolaj Przjevalskij inte var den förste europén och Sven Hedin inte var de förste svensken som funnit den vandrande sjön Lop Nor. Hedin visste inte heller att den svenske upptäcktsresanden Lorentz Lange vandrat genom Gobiöknen redan 1715. Hedin utgav sig för att vara den förste svensken som besökte Gobiöknen, vilket Strindberg skriver om i ett brev 1907.